# Мфезо
Мфезо (англ. Mvezo) — небольшая деревня на левом берегу реки Мбаше, недалеко от Умтаты, Восточно-Капская провинция, ЮАР.
Известна тем, что здесь родился будущий первый чернокожий президент ЮАР — Нельсон Мандела. Позже, после отставки его отца с поста главы деревни, его семья уехала в Цгуну.

## Население
По переписи 2011 года в селе проживает 810 человек, принадлежащих к 178 семьям. Для 98,3 % жителей родным языком является коса. Все жители села чернокожие.

## Достопримечательности
В деревне находится один из трёх музеев, посвящённых Манделе, наравне с Умтатой и Цгуну.